# Skryje (kraj południowomorawski)
Skryje – gmina w Czechach, w powiecie Brno, w kraju południowomorawskim.
1 stycznia 2017 gminę zamieszkiwało 58 osób, a ich średni wiek wynosił 48,4 roku.